# Dinamarca Meridional
Dinamarca Meridional (Syddanmark en danès) és una regió administrativa de Dinamarca, creada l'1 de gener del 2007 com a part de la Reforma Municipal que va substituir els antics 13 comtats (amter) per cinc entitats més grans però amb menys competències. Al mateix temps els petits municipis es van fusionar per formar unitats més grans, passant de 271 municipis als 98 actuals.
La regió de Syddanmark ocupa la part sud de la península de Jutlàndia, les illes de Fiònia, Langeland, Tåsinge, Ærø, Als i d'altres de més petites. Comprèn els antics comtats de Ribe, Jutlàndia Meridional, Fiònia i part del de Vejle (l'altra part es va integrar a la Jutlàndia Central). Del total de 78 municipis que havia abans de la Reforma Municipal en van quedar 22.

## Divisió territorial

Municipis de Syddanmark

La regió es divideix en 22 municipis, 12 a la península de Jutlàndia i 10 a les illes:
| Municipi   | Habitants (1 gener 2008) |
| ---------- | ------------------------ |
| Aabenraa   | 60.189                   |
| Billund    | 26.181                   |
| Esbjerg    | 114.244                  |
| Fanø       | 3.192                    |
| Fredericia | 49.463                   |
| Haderslev  | 56.414                   |
| Kolding    | 87.781                   |
| Sønderborg | 76.913                   |
| Tønder     | 40.367                   |
| Varde      | 50.125                   |
| Vejen      | 42.447                   |
| Vejle      | 104.933                  |

| Municipi        | Habitants (1 gener 2008) |
| --------------- | ------------------------ |
| Assens          | 42.054                   |
| Faaborg-Midtfyn | 51.950                   |
| Kerteminde      | 23.630                   |
| Langeland       | 13.741                   |
| Middelfart      | 37.274                   |
| Nordfyn         | 29.470                   |
| Nyborg          | 31.607                   |
| Odense          | 186.932                  |
| Svendborg       | 59.040                   |
| Ærø             | 6.712                    |